# 片山龍太郎
片山 龍太郎（かたやま りゅうたろう、1957年4月5日 - ）は、日本の実業家。

## 人物・来歴
片山豊・慶子の子として東京都で生まれた。慶應義塾高等学校、慶應義塾大学経済学部卒業、慶應義塾大学大学院社会学研究科修士課程修了、ハーバード・ビジネス・スクール経営学修士。
1994年7月マルマン代表取締役社長就任、同社を再建して上場に導く。2003年7月産業再生機構執行役員マネージングディレクターに就任、カネボウ、マツヤデンキ等を責任者として担当、再生に成功。2006年10月ジュリアーニ・パートナーズ在日代表、2010年9月ウィズ・パートナーズ 創設に参画、同社エグゼクティブアドバイザー、2012年1月クリスティーズ Global Senior Vice President兼クリスティーズジャパン代表取締役社長。2016年9月（株）ケイライプ代表取締役(現任)。。
2015年1月より日本アート評価保存協会理事、2019年3月よりスタートバーン株式会社社外取締役。2021年3月株式会社エルテス特別顧問、ネクストミーツ（株）顧問就任。2024年9月（株）ペッツファーストクレディット社外取締役就任。2024年6月より公益財団法人日本オペラ振興会評議員。
他カネボウ、カネボウ化粧品各社外取締役（04~06年）、富士油業社外監査役（03～04年）、旧グッドウィルグループ（現テクノプロ・ホールディングス）社外取締役（07~09年）、レナウン社外取締役（09年~12年）、アドバンスト・メディア社外取締役（16年~21年）、俺の株式会社社外取締役（16年~20年）、アクセルマーク株式会社社外取締役(19年~24年）、医療アートメイク学会理事、東京経営者協会常務理事、日本ゴルフ用品協会理事、資格標準化機構評議員、英会話学校NOVA第三者調査委員会委員、株式会社SBR経営監視委員、ハーバードビジネススクールクラブオブジャパン理事等歴任。
企業再生、ガバナンス、M&A、アート等に関して講演、寄稿、取材記事多数。著作に『P.A.ソローキンの社会移動論とその再検討』（慶応義塾大学社会学研究科紀要）、『コンプライアンス　経営者の覚悟』（第一法規）『企業再生から学ぶ知恵』（経済産業調査会）等。
妻は自由民主党参議院議員で元内閣府特命担当大臣（地方創生、規制改革、男女共同参画）兼女性活躍担当大臣・片山さつき。